# Brasileiro
Brasileiro è un album in studio del 1992 di Sérgio Mendes e altri artisti tra cui Carlinhos Brown, che ha vinto il Grammy Award nel 1993 come miglior album di musica mondiale.

## Tracce
1. Fanfarra – 4:03 (Carlinhos Brown)
2. Magalenha – 3:39 (Carlinhos Brown)
3. Indiado – 4:17 (Carlinhos Brown)
4. What Is This? – 4:46 (Carmen Alice)
5. Lua Soberana – 4:13 (Vítor Martins, Ivan Lins)
6. Sambadouro – 3:51 (Vítor Martins, Ivan Lins)
7. Senhoras Do Amazonas – 4:41 (Antonio Carlos Belchior, João Bosco)
8. Kalimba – 4:19 (Vítor Martins, Ivan Lins)
9. Barabare – 3:24 (Paulinho Camafeu, Edmundo Caruso, Carlinhos Brown)
10. Esconjuros – 3:40 (Aldir Blanc, Carlos "Guinga" Escobar)
11. Pipoca – 3:10 (Hermeto Pascoal)
12. Magano – 4:36 (Carlinhos Brown)
13. Chorado – 3:24 (Aldir Blanc, Carlos "Guinga" Escobar)
14. Fanfarra (Despedida) – 0:29 (Carlinhos Brown)